# Synthliboramphus
Synthliboramphus ist eine Gattung aus der Familie der Alkenvögel. Zu dieser Gattung werden vier rezente Arten gezählt, die alle im Nordpazifik beheimatet sind. Drei der Arten werden von der IUCN als gefährdet (vulnerable) eingestuft. Als ungefährdet gilt lediglich der Silberalk. In Kanada wird die Art jedoch als potentiell bedroht geführt, da der Bruterfolg dieser Art sehr stark durch eingeführte Säugetiere beeinträchtigt wird.

## Erscheinungsbild
Die Arten der Gattung Synthliboramphus sind sehr kleine, eher schlank gebaute Alkenvögel mit einem schwarz-weißen bis graubraun-weißen Gefieder. Die kleinste Art ist der Craverialk mit einer Körperlänge von 21 Zentimetern. Der größte Alkenvogel aus dieser Gattung ist der Silberalk, der eine Körperlänge von 25 Zentimetern erreicht. Sowohl der Sexualdimorphismus als auch der jahreszeitliche Unterschied ist im Gefieder bei allen vier Arten nur geringfügig ausgeprägt. Den stärksten saisonalen Unterschied im Gefieder weist der Japanalk auf, der im Prachtkleid auffällig verlängerte, weiße Kopffedern hat, die im Schlichtkleid weitgehend fehlen. 

## Verbreitungsgebiet
Das Verbreitungsgebiet der Synthliboramphus-Alken reicht von Niederkalifornien entlang der nordamerikanischen Westküste über den Golf von Alaska bis an die Küste Südkoreas. 
Zu den Arten mit einem weit nach Süden reichenden Verbreitungsgebiet gehört der Craverialk. Die einzigen nachgewiesenen Brutstandorte dieser Art befinden sich an der Küste des Golfs von Kalifornien, einem 160.000 km² großen Nebenmeer des Pazifiks zwischen Mexiko und der Halbinsel Niederkalifornien. Weitere Brutkolonien befinden sich möglicherweise an der Pazifikküste Niederkaliforniens. Außerhalb der Brutzeit hält sich der Craverialk in subtropischen Gewässern vor der Westküste Mexikos und dem Süden des US-amerikanischen Bundesstaates Kalifornien auf. Er kommt dann bis zur Küste vor Monterey vor, wo er regelmäßig im Zeitraum von Mitte Juli bis Mitte Oktober beobachtet werden kann. 

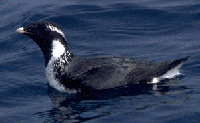
Silberalk

Die Brutgebiete des Lummenalks liegen nur unwesentlich weiter nördlich und finden sich unter anderem auf den kalifornischen Channel Islands, auf Guadalupe und auf weiteren Inseln vor der Küste Niederkaliforniens. Außerhalb der Brutzeit lebt er auf dem offenen Meer, nördlich bis in das Gebiet von British Columbia.
Ein sehr großes Verbreitungsgebiet hat der Silberalk. Seine Brutkolonien liegen auf Inseln zwischen dem 52. und 60. nördlichen Breitengrad im Ostpazifik und zwischen dem 35. und 62. nördlichen Breitengrad an der asiatischen Küste. Silberalken sind unter anderem häufige Vögel vor den Aleuten und im Golf von Alaska. Auch im Südosten Alaskas und vor Haida Gwaii sind sie in großer Zahl zu beobachten. Auch wenn einige Silberalken während des Winterhalbjahrs in ihrem Brutgebiet verbleiben, wandern sie gewöhnlich in dieser Zeit weiter nach Süden. Vor der Küste des US-amerikanischen Bundesstaates Oregon sind sie beispielsweise zwischen Oktober und November und dann wieder im März zu beobachten. Zahlreiche Silberalken überwintern vor der kalifornischen Küste, wo die Vögel Ende Oktober eintreffen. Auf der asiatischen Seite wandern Silberalken bis nach Taiwan. Die meisten halten sich vor der japanischen und koreanischen Küste auf.

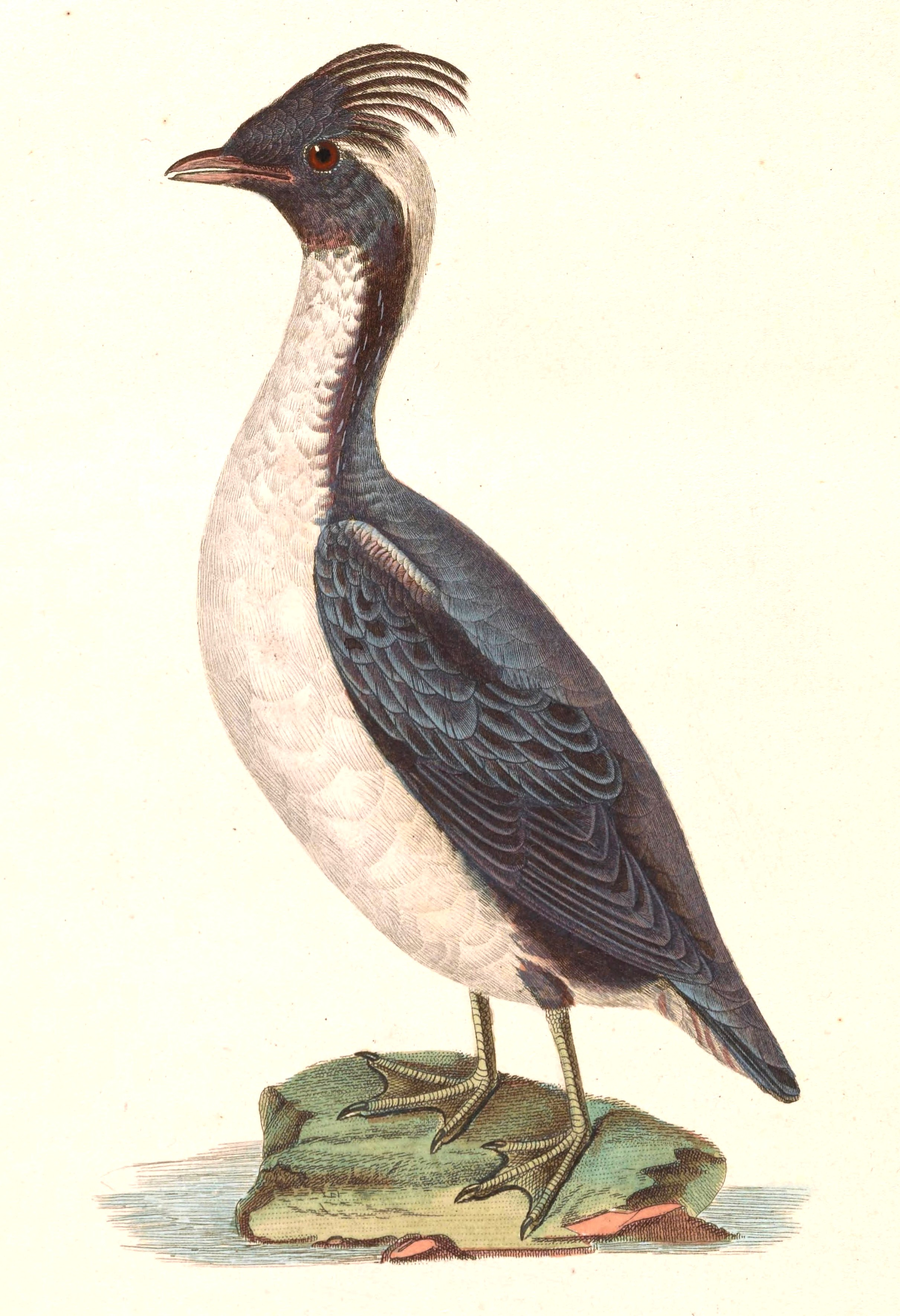
Japanalk (Synthliboramphus wumizusume), Illustration

Der Japanalk brütet ausschließlich auf einigen Inseln in den Küstengewässern Japans, Südkoreas und möglicherweise einer Meeresbucht in der Nähe von Wladiwostok im Japanischen Meer. Die Art hält sich bevorzugt in Meeresregionen mit einer warmen Strömung auf. Dies gilt insbesondere für die Inseln vor Kyūshū und die Izu-Inseln.

## Nahrung
Die Nahrungsgewohnheiten der Synthliboramphus-Arten sind unterschiedlich gut untersucht. Gut bekannt sind die der Silberalken. Diese suchen ihre Nahrung in Schwärmen von bis zu fünfzig Individuen, die mehr oder weniger gleichzeitig tauchen. Sie sind häufig mit Schwärmen anderer Vogelarten assoziiert, typischerweise befinden sich in Schwarmnähe von Silberalken auch Dreizehenmöwen, Nashornalken und andere krillfressende Seevogelarten. Silberalken halten sich gewöhnlich im Randbereich solcher Schwärme auf. Sie ziehen Möwen an, weil sie durch ihre Tauchgänge Sandaale und andere Schwarmfische an die Oberfläche treiben. Die Tauchtiefe von Silberalken ist bislang nicht erforscht. Sie befinden sich aber in der Regel weniger als 45 Sekunden unter Wasser, was auf eine Tauchtiefe von zehn bis zwanzig Meter schließen lässt. Ihre Hauptnahrung sind junge Sandaale und Krill sowie Jungfische anderer Arten. Zu den Fischen, die von adulten Silberalken an ihre Nestlinge verfüttert werden, gehören auch junge Heringe. Die Nahrungsgewohnheiten des Japanalkes sind bislang nur wenig untersucht, sie ernähren sich aber vermutlich ähnlich wie Silberalken. Lummenalken sind anders als Silberalken selten in Schwärmen zu beobachten, auch sie fressen überwiegend sehr junge Fische. Craverialken fressen bevorzugt Fische mit einer Körperlänge von vier bis sieben Zentimetern. Ihre bevorzugte Nahrung sind Jungfische der Gattung Sebastes, Heringe und Benthosema panamense.

## Fortpflanzung
Alle vier Arten brüten in Bauen. Diese befinden sich in Felsspalten oder -nischen oder in teilweise selbst gegrabenen Höhlen unter Grasbüscheln oder Büschen. Alle Arten sind Koloniebrüter, ihre Nester liegen jedoch bedingt durch ihre Anforderungen an den jeweiligen Standort etwas weiter auseinander. Ähnlich wie bei den Cepphus-Alken, die ihre Nahrung in der Nähe ihrer Brutkolonien finden, legen die Synthliboramphus-Arten zwei Eier. Die Brutzeit beträgt 30 bis 31 Tage, beide Elternvögel sind an der Bebrütung der Eier beteiligt. Die Jungvögel verbleiben nur ein oder zwei Tage in der Nisthöhle und verlassen dann gemeinsam mit ihren Elternvögeln die Brutkolonie. Sie werden auf hoher See aufgezogen. In Gefangenschaft aufgezogene Lummenalken zeigen 48 Stunden nach dem Schlupf eine deutliche Verhaltensänderung. Während sie etwa bis zu diesem Zeitpunkt ruhig in ihrem Nest bleiben, zeigen sie danach ein sehr agiles Verhalten und laufen aufgeregt in ihren Nistboxen umher. In freier Wildbahn werden sie zu diesem Zeitpunkt von den Elternvögeln auf hohe See geführt. Sie sind dann bereits sehr gute Schwimmer und an Land in der Lage, über Hindernisse zu klettern. Ihre weitere Entwicklung auf hoher See konnte bislang nicht dokumentiert werden. In Gefangenschaft aufgezogene Lummenvögel zeigten eine nur sehr langsame Gewichtszunahme und eine Veränderung ihres Gefieders erst am 17. Lebenstag.

## Bestand
Die Bestandssituation der Synthliboramphus-Alken ist uneinheitlich. 
Der Silberalk ist mit einem Bestand von ein bis zwei Millionen Individuen die häufigste Synthliboramphus-Art. Der Bestand des Craverialks im Golf von Kalifornien wird auf 5.000 Paare geschätzt. Zusammen mit den nichtbrütenden Vögeln wird der weltweite Gesamtbestand auf 15.000 bis 20.000 Individuen geschätzt. Ähnlich groß wird der Bestand des schwer zu zählenden Lummenalks geschätzt. 
Der Japanalk gilt als die seltenste Art der Gattung mit einem Bestand von weniger als 10.000 Individuen. Da die Inseln, auf denen sich die Brutkolonien der Japanalke befinden, grundsätzlich felsig und nur schwer zugänglich sind, ist nicht ausgeschlossen, dass es mehrere weitere, bislang nicht bekannte Brutkolonien gibt. Der Bestand hat jedoch in den letzten Jahrzehnten deutlich abgenommen. Der Ornithologe Anthony Gaston schätzt die Zahl der bestandsgefährdenden Faktoren für diese Art als so groß und einflussreich ein, dass er den Japanalk für die Art hält, deren Aussterben am wahrscheinlichsten ist.
Die bestandsgefährdenden Faktoren bei den einzelnen Arten gleichen sich sehr. Eingeführte Säugetiere – Ratten, Waschbäre, Katzen und Füchse – tragen bei allen vier Arten zu erheblichen Bestandsrückgängen bei. Eingeführte Ratten haben beispielsweise beim Japanalk auf der Koyashima-Insel, wo 1987 noch mehrere 100 Vögel brüteten, die Zahl der Brutvögel auf zehn Individuen gesenkt. Obwohl man sehr bald nachdem man die ersten Ratten feststellte, versuchte, deren Ausbreitung durch Giftköder zu verhindern, hatte sich die Zahl der Brutvögel bis 1993 nur unwesentlich erholt. Das Verschwinden von Lummenalken auf einzelnen Inseln vor Baja California und der deutliche Rückgang der Zahl der Brutvögel auf anderen Inseln wird der Einwirkung von Katzen zugeschrieben. Bei einzelnen Arten der Gattung Synthliboramphus zählen auch Störungen durch den Menschen zu den bestandsbedrohenden Faktoren. Beim Japanalk werden beispielsweise mehrere Inseln, auf denen sich Brutkolonien befinden, von kommerziellen Fischern als temporäre Operationsbasis genutzt. Hobbyangler nutzen die Inseln außerdem, um ihrem Hobby nachzugehen. Die Abfälle, die beide Gruppen hinterlassen, ziehen Aas- und Dickschnabelkrähen sowie Schwarzmilane an, die auch Japanalken nachstellen. Der Japanalk gehört außerdem zu den Alkenvögeln, deren Eier noch immer von Menschen für den Verzehr gesammelt werden. Lummenalken werden außerdem von Schiffslichtern angezogen und kollidieren deswegen häufiger mit Schiffen. Das Ankern von Schiffen in der Nähe von Brutkolonien hat zu deutlichen Unterbrechungen der Brutaktivitäten geführt. Wie viele andere Alkenvögel ertrinken Synthliboramphus-Arten häufig in Fischnetzen.

## Arten
Folgende Arten gehören zu der Gattung Synthliboramphus:
- Silberalk (S. antiquus)
- Japanalk (S. wumizusume)
- Craverialk (S. craveri)
- Lummenalk (S. hypoleucus)

## Belege

### Einzelbelege
1. 1 2   Factsheet Synthliboramphus antiquus auf BirdLife International
2. ↑   Alderfer, S. 289
3. ↑   Gaston et al., S. 211
4. 1 2  Factsheet Synthliboramphus craveri auf BirdLife International
5. ↑   Gaston et al., S. 216
6. ↑   Gaston et al., S. 216
7. ↑   Gaston et al., S. 218
8. ↑   Gaston et al., S: 219
9. ↑   Gaston et al. S. 210
10. ↑  Factsheet Synthliboramphus wumizusume auf BirdLife International
11. ↑   Gaston et al., S. 225
12. ↑   Gaston et al., S. 225
13. ↑   Gaston et al., S. 225
14. ↑   Gaston et al., S. 207 und S. 208